# Dixon (Nebraska)
Dixon je selo u američkoj saveznoj državi Nebraska. Prema popisu stanovništva iz 2010. u njemu je živjelo 87 stanovnika.